# Thurgoona
Thurgoona est une ville australienne située dans la zone d'administration locale d'Albury, dans la région de la Riverina en Nouvelle-Galles du Sud.
Thurgoona est une banlieue résidentielle située dans l'est de l'agglomération d'Albury, au sud de Table Top/Ettamogah et de Springdale Heights, à l'ouest d'Albury Est, au nord d'Albury Nord et à l'est de Lavington.
La population s'élevait à 8 656 habitants en 2016 et à 11 028 habitants en 2021.